# Municipio de Frontier
El municipio de Frontier (en inglés: Frontier Township) es un municipio ubicado en el condado de St. Charles en el estado estadounidense de Misuri. En el año 2010 tenía una población de 26850 habitantes y una densidad poblacional de 1.300,08 personas por km².

## Geografía
El municipio de Frontier se encuentra ubicado en las coordenadas 38°45′11″N 90°31′21″O / 38.75306, -90.52250. Según la Oficina del Censo de los Estados Unidos, el municipio tiene una superficie total de 20.65 km², de la cual 19.44 km² corresponden a tierra firme y (5.89%) 1.22 km² es agua.

## Demografía
Según el censo de 2010, había 26850 personas residiendo en el municipio de Frontier. La densidad de población era de 1.300,08 hab./km². De los 26850 habitantes, el municipio de Frontier estaba compuesto por el 83.39% blancos, el 6.8% eran afroamericanos, el 0.28% eran amerindios, el 4.55% eran asiáticos, el 0.07% eran isleños del Pacífico, el 2.47% eran de otras razas y el 2.44% pertenecían a dos o más razas. Del total de la población el 5.81% eran hispanos o latinos de cualquier raza.